# Большая Запорная (приток Ваха)
Большая Запорная — река в России, протекает по Ханты-Мансийскому АО. Устье реки находится в 61 км по правому берегу реки Вах. Длина реки составляет 68 км, площадь водосборного бассейна 581 км².

## Название
Название происходит от слова запор — «приспособление для ловли рыбы, загораживающее реку».

## Притоки (км от устья)
- 21 км: река Койма (пр.)
- Сартоурье (пр.)
- 41 км: река Айёган (пр.)

## Данные водного реестра
По данным государственного водного реестра России относится к Верхнеобскому бассейновому округу, водохозяйственный участок реки — Вах, речной подбассейн реки — бассейн притоков (Верхней) Оби от Васюгана до Ваха. Речной бассейн реки — (Верхняя) Обь до впадения Иртыша.